# Felipe Quispe Huanca
Felipe Quispe Huanca (Achacachi, 22 d'agost de 1942 – El Alto, 19 de gener de 2021) més conegut com «El Mallku», fou un polític i activista indígena bolivià. Quispe fou catedràtic d'Història de la Universitat Pública d'El Alto. Va ser dirigent camperol, diputat i portaveu nacional del Moviment Indígena Pachacuti (MIP). Va ser candidat a les eleccions presidencials els anys 2002 i 2005. El 2014 va manifestar que mantenia la seva oposició al president Evo Morales i que no renunciava a la lluita armada, i el 2016 va declarar que mantenia la seva aspiració a governar.

## Biografia
Va néixer en el si d'una família aimara el 22 d'agost de 1942 a la comunitat d'Ajllata Grande, al municipi d'Achacachi de la província d'Omasuyos del departament de La Paz.
Va ser fundador del Moviment Indígena Túpac Katari el 1978, una dècada després va formar l'organització política Ayllus Rojos. El 1990 es va radicalitzar creant l'Exèrcit Guerriller Túpac Katari (EGTK) decidit a lluitar contra el govern bolivià per mitjà de les armes, pretenent refundar Bolívia per mitjà de la restauració del sistema de l'època Inca. Quispe va ser empresonat per subversió durant cinc anys a la presó d'alta seguretat de Chonchocoro fins que va sortir en llibertat per manca de proves en contra seva, juntament amb Álvaro García Linera, el qual després va ser vicepresident de Bolívia en el govern d'Evo Morales.
Després de la desarticulació del grup guerriller, va ser elegit Secretari Executiu de la Confederació Sindical Única de Treballadors Camperols de Bolívia i va ingressar a la universitat per a estudiar la carrera d'Història. Llavors va escriure els llibres Túpac Katari: vuelve y vive... Carajo, El indio en escena i Mi captura.
Va participar en les eleccions legislatives de l'any 2002 amb el MIP obtenint sis escons, entre ells el seu. Quispe va abandonar les armes però no la lluita social, participant per mitjà de sectors socials i sindicats en nombroses vagues i revoltes contra els governs imperants. Es va postular a les eleccions presidencials bolivianes de 2002, quedant darrere dels candidats Gonzalo Sánchez de Lozada i Evo Morales, aquest darrer també indígena i de la mateixa nacionalitat aimara que Quispe, que juntament amb sectors indigenistes de la ciutat d'El Alto, la Central Obrera Boliviana, camperols i miners, van articular una insurrecció per a enderrocar el govern de Sánchez de Lozada, que pretenia exportar gas natural utilitzant els ports del veí Xile als Estats Units.
Quispe va tornar a presentar-se a les eleccions presidencials el 2005 sense èxit, quedant en cinquè lloc amb el 2,16% de sufragis al seu favor, essent guanyador Evo Morales. Aquesta votació va determinar la desaparició del MIP.
El 2014 va explicar que havia deixat el MAS i que mantenia la seva oposició al President Evo Morales sense renunciar a la lluita armada, i el 2016 va declarar que mantenia viva l'aspiració a governar. Afeccionat al futbol, el veterà líder indígena fou fundador i director tècnic del Club Deportivo Pachacuti.

## Vida personal
El seu fill gran, Ayar Quispe, antropòleg, militant indigenista a l'EGTK i escriptor, va ser assassinat a cops a la ciutat d'El Alto el 2015 als 48 anys.